# La chanson du pharmacien
La chanson du pharmacien ist ein Schweizer animierter Kurzfilm von Daniel Suter aus dem Jahr 2003.

## Handlung
Eine junge Frau, die mit einem Hund zusammenlebt, schneidet Brot. Dabei verletzt sie sich an der Hand und begibt sich zur Apotheke. Hier trifft sie auf gaffende Menschen: Der Apotheker wurde erstochen. Da die junge Frau Blut an der Hand hat, wird sie für die Mörderin gehalten. Ihr Alibi, das geschnittene Brot, ist keines, da der Hund das Brot in ihrer Abwesenheit gegessen hat. Die Frau wird abgeführt. Man sieht sie kurze Zeit später unter einem Galgen im Gefängnis.

## Produktion
La chanson du pharmacien wurde von Daniel Suter als Zeichentrick auf Papier gezeichnet, animiert und umgesetzt. Die Handlung wird dabei vom gleichnamigen Chanson von Félix Leclerc untermalt und begleitet. Der Film wurde von Suters Studio G.D.S. produziert, als Co-Produzent fungierte Télévision Suisse Romande-SRG-SSR.
Der Film wurde im Juni 2003 uraufgeführt und lief in der Folge auf zahlreichen internationalen Filmfestivals, darunter im Januar 2004 auf den Solothurner Filmtagen, im Oktober 2004 auf dem Internationalen Leipziger Festival für Dokumentar- und Animationsfilm und 2009 auf dem International Animation Festival of Tehran in Teheran. Im Juni 2004 war La chanson du pharmacien einer von drei Schweizer Kurzanimationsfilmen, die auf dem 28. Festival d’Animation Annecy im Wettbewerb gezeigt wurden.
Der Film wurde 2004 auf der DVD shortcross04 – 10 swiss short films veröffentlicht. Im Jahr 2011 erschien er mit 15 weiteren Schweizer Kurzanimationsfilmen auf der DVD Best of Swiss Animation.